# Kojo Peprah Oppong
Kojo Peprah Oppong, né le 4 juin 2004 à Accra au Ghana, est un footballeur ghanéen qui évolue au poste de défenseur central à l'OGC Nice.

## Biographie

### En club

#### Débuts en Suède
Né à Accra au Ghana, Kojo Peprah Oppong est formé par le club local de l'Attram de Visser Soccer Academy. En janvier 2023 il rejoint la Suède afin de s'engager en faveur de l'IFK Norrköping.
Il joue son premier match dans l'Allsvenskan, l'élite du football suédois, le 24 avril 2023, face au Malmö FF. Il entre en jeu à la place de Victor Lind et son équipe est battue par trois buts à zéro.
En janvier 2024, Peprah Oppong rejoint le GIF Sundsvall sous la forme d'un prêt,.

#### OGC Nice
Le 25 juillet 2025, Kojo Peprah Oppong rejoint la France en signant en faveur de l'OGC Nice,.
Il joue son premier match en Ligue des Champions en 2025 face au Benfica Lisbonne. Il entre en jeu après la mi-temps et son équipe est battue par deux buts à zéro.